# Tatiana Espinoza
Carmen Tatiana Espinoza Chirinos (Lima, 18 de agosto de 1964) es una actriz y docente peruana, conocida por su amplia trayectoria artística en producciones nacionales del cine, el teatro y la televisión. Dentro de sus participaciones en la actuación, fue la protagonista de la telenovela peruana Bolero.

## Biografía

### Primeros años
Nació el 18 de agosto de 1964 en Lima, bajo el nombre completo de Carmen Tatiana Espinoza Chirinos. Proveniente de una familia de raíces afroperuanas, realizó sus estudios escolares en el Colegio José Antonio Encinas. Se formó como actriz en la Escuela Nacional Superior de Arte Dramático y el Teatro de la Universidad Católica del Perú.

### Trayectoria artística
Espinoza comenzó su carrera artística en el año 1988, haciendo su debut actoral con la telenovela Matalaché. Durante esa época, formó parte del elenco teatral infantil Abeja al lado del actor Ismael Contreras, en el cuál ha participado en numerosos proyectos, iniciando asi su etapa como actriz de teatro, llegando a participar en el reparto principal de la obra Mírame. Al poco tiempo, conforma el grupo cultural Retablo, donde ha realizado pasacalles y teatro de plaza.
Tras aceptar la propuesta del productor Michel Gomez y el dramaturgo Eduardo Adrianzén, inicia su etapa en las telenovelas y miniseries peruanas a partir del año 1991, acreditándose en los repartos principales, incluyendo su primer protagónico en la telenovela Bolero. Al año siguiente, se une al elenco de la telenovela La Perricholi en el reparto central, bajo el papel de Marquita, una esclava.
En el año 1994, se une al reparto principal de la telenovela Los de arriba y los de abajo con el personaje de Elisabeth «Betty» Bringas. Años más tarde, interpretó a Caruca, una empleada de hogar, en la telenovela Luz María en el año 1998.
En el año 2002, fue parte del reparto principal de la telenovela Qué buena raza bajo el papel de Norma Gonzáles de Reyes, la vecina del protagonista Valentín Condori, quién llegó de Cajamarca a Lima.[cita requerida]
En el año 2006, fue la antagonista principal de la segunda temporada de la teleserie Las vírgenes de la cumbia, bajo el personaje de Milady Carbajal, la lideresa del grupo musical Las Diablitas del Sabor, dando inicio a su etapa de colaboraciones con la productora Michelle Alexander.
Continuó trabajando en la televisión peruana, incorporándose a la telenovela Pide un milagro en 2006 y la secuela Las aventuras de Camote y Paquete al año siguiente.
Asume el protagónico de la miniserie Sabrosas en el año 2008, interpretando a Daysi, una vedette retirada que ha decidido retomar su carrera artística junto a sus tres amigas también retiradas. Durante esa época, participó en las telenovelas Tiro de gracia y Los Jotitas dentro del reparto principal.
En el año 2009 fue protagonista de la obra teatral Dos para el camino, escrita por el dramaturgo César de María.
En el año 2010, se incursiona en la rama de la enseñanza, dictando talleres de actuación para la televisión en la Escuela Nacional Superior de Arte Dramático.
En el teatro, se incluyó dentro del reparto central de la obra teatral Al otro lado de la cerca en 2014, bajo la dirección de Jorge Villanueva y estrenada en el Teatro La Plaza. Seguidamente, fue parte de la película Magallanes en el reparto principal en ese año, interpretando a Hermelinda Magallanes.
Fue parte de la obra teatral Con la ayuda de Dios, dirigida por Gina Yangali en 2016.
En el año 2017, participó en el reparto principal de la obra teatral El arcoiris en las manos, valiendo una premiación a «Mejor actriz de reparto de drama» por parte de los Premios El Oficio Crítico.
A partir de 2018, dicta clases de actuación en el Colegio José Antonio Encinas, ubicada en el distrito de Magdalena del Mar. En ese año, participó en reparto protagónico de la obra cómica peruana Cuatro mujeres, conformando el elenco con Amparo Brambilla y Pedro Olórtegui, interpretando el papel de Marla. Seguidamente, fue parte de la obra teatral Anfitrión y el musical El plebeyo durante los años 2018-2019.
En el año 2020, fue coprotagonista de la obra afroperuana Sadhaka, bajo la dirección de Luis Alberto León y Ana Cecilia Chung, interpretando a la madre de Nieves.
En el año 2022, fue parte del reparto central de la serie web Contigo capitán bajo el papel de Natalia. Al año siguiente, continuó con sus proyectos teatrales con la obra Recuerdos de octubre, bajo la producción de la productora de la comunidad afroperuana Afroféminas.

## Filmografía

### Televisión
- Matalaché (1988), reparto central y debut actoral.
- Bolero (1991), protagonista.
- Tatán (1991), reparto principal.
- Regresa (1992), Carmen (reparto principal).
- La Perricholi (1992), Marquita (reparto principal).
- Los de arriba y los de abajo (1994), Elisabeth «Betty» Bringas (reparto principal).
- Leonela, muriendo de amor (1997), Amparo (reparto central).
- Luz María (1998-1999), Caruca (reparto central).
- María Emilia, querida (1999), Rita Farfán de Peña (reparto principal).
- Pobre diabla (2000), Ernestina (reparto recurrente).
- Soledad (2001), Coty de Guzmán (reparto recurrente).
- Qué buena raza (2002-2003), Norma Gonzáles de Reyes (reparto principal).
- Demasiada belleza (2003), Dulcinea Chirinos de Pajuelo (reparto principal).
- Eva del Edén (2004-2005), Tadea (reparto central).
- Las vírgenes de la cumbia 2 (2006), Milady Carbajal (antagonista protagonista).
- Pide un milagro (2006), reparto principal.
- Las aventuras de Camote y Paquete: Aventura de Navidad (2007), reparto central.
- Sabrosas (2008), Daysi (protagonista).
- Los Jotitas (2008), reparto central.
- Tiro de gracia (2008), coprotagonista.
- Graffiti (2008-2009), Doña Leyla (reparto principal).
- Clave uno: médicos en alerta (2009), reparto recurrente.
- Mi esperanza (2018), Marita (reparto recurrente).
- La rosa de Guadalupe Perú (2020), Luz (reparto central).
- Contigo capitán (2022), Natalia (reparto principal).

### Cine
- El viaje de Pascual y Pedro (1992), reparto central.
- Chicha tu madre (2006), Zoila (reparto principal).
- Magallanes (2014), Hermelinda Magallanes (reparto central).
- Papo (2016), Elisa (reparto central).
- Gemelos sin cura (2017), Carmen (reparto principal).
- Margarita 2 y la banda de los hermanos mayores (2018), Meche (reparto principal).
- Rapto (2019), Elba (reparto principal).
- Un amor hasta las patas (2019), Miriam (reparto central).

## Teatro
- Mírame (1990s), reparto central.
- Dos para el camino (2009), protagonista.
- Al otro lado de la cerca (2014), reparto central.
- Con la ayuda de Dios (2016), reparto principal.
- El arcoiris en las manos (2017), reparto central.
- Cuatro mujeres (2018-2019), Marla (protagonista).
- Anfitrión (2018), reparto principal.
- Sadhaka (2020), coprotagonista.
- Recuerdos de octubre (2023), reparto central.

## Premios y nominaciones
| Año  | Premios                   | Categoría                        | Trabajo                  | Resultado |
| ---- | ------------------------- | -------------------------------- | ------------------------ | --------- |
| 2017 | Premios El Oficio Crítico | Mejor actriz de reparto de drama | El arcoiris en las manos | Ganadora  |